# Johann Franz Tillier
Johann Franz von Tillier (* 13. Juli 1662; † 29. März 1739) war ein Schweizer Offizier in holländischen und österreichischen Diensten und entstammte der Berner Patrizierfamilie Tillier.
Seine Eltern waren der Vogt von Aarberg und Oron Johann Anton Tillier und dessen Ehefrau Johanna Steiger.

## Leben
Johann Franz Tillier war von 1677 bis 1701 in holländischen Diensten, wo er bis zum Hauptmann aufstieg. Anschließend wechselte er 1702 als Major in österreichischen Diensten und wurde 1708 (1710 ?) Oberst im Infanterieregiment von Erlach. Er nahm 1713 an der Verteidigung von Freiburg teil, wo er in Gefangenschaft geriet aber bald ausgetauscht wurde. Von 1716 bis 1718 nahm er an den Feldzügen in Ungarn teil. 1723 wurde er Generalfeldmarschallleutnant und war von 1725 bis 1732  Festungskommandant von Peterwardein (an der Donau) und danach von  1732 bis 1739 Gouverneur von Freiburg im Breisgau. 
1715 erfolgte die Erhebung in den Reichsritterstand und 1723 zum Reichsgraf. 

## Familie
Tillier war zwei Mal verheiratet. Seine erste Frau ist unbekannt. Im Jahr 1714 heiratete er Maria Anna von Probst, die Tochter eines Referendars am Wiener Hof. Das Paar hatte mehrere Kinder:
- Johann Anton (* 1722; † 21. Februar 1761), Feldmarschalleutnant[1]
- Joseph Maximilian (* 1726; † 7. Oktober 1788), Feldmarschalleutnant[2]
- Josefa († 1737) ⚭ 1731 Franz von der Trenck (* 1711; † 1749), Panduren-Führer